# 사이토 슈스케
사이토 슈스케(일본어: 斉藤 秀翼 さいとう しゅうすけ[*], 1993년 3월 1일 ~ )는 일본의 배우이다. 소속사는 소니 뮤직 아티스트이다.

## 경력
- 2009년 쿠마모토현민TV의 음악정보방송 rocket complex와 소니뮤직 아티스트가 공동으로 진행한 오디션 Hua hua에 합격하여 예능계에 들어왔다.
- 2010년 개봉한 요시나가 후미의 작품을 원작으로 하는 영화 오오쿠를 통해 배우로 데뷔.
- 2013년 수전전대 쿄류저에서 이안 요크랜드/쿄류 블랙 역으로 출연.

## 인물
- 원래 꿈은 가수였다고 한다. 예능계에 들어온 계기도 음악정보방송에서 주최한 오디션이었다.
- 2013년 3월 1일부로 만 20세 성인이 되었다.

## 출연작

### TV 드라마
- 2013년 ~ 2014년 수전전대 쿄류저 - 이안 요크랜드 / 쿄류블랙

## 영화
- 특명전대 고버스터즈 vs. 해적전대 고카이저 THE MOVIE - 이안 요크랜드 / 쿄류블랙
- 수전전대 쿄류저 vs. 고버스터즈 공룡대결전 안녕히 영원한 친구여 - 이안 요크랜드 / 쿄류블랙
- 열차전대 토큐저 vs. 쿄류저 THE MOVIE - 이안 요크랜드 / 쿄류블랙
- 가면라이더 지오 THE MOVIE Over quartzer - 알파 / 가면라이더 자모나스